# Filokalia
Filokalia (gr. φιλοκαλία, "kärleken till det goda/vackra") är en samling texter skrivna mellan 300- och 1500-talet av andliga fäder från den ortodoxa hesykastiska traditionen. Det är egentligen felaktigt att tala om det som en enda textkälla, eftersom texterna skrevs ner och var kända enskilt, fram till 1782 då texterna sammanställdes av den grekiska munken Nikodemos av Athos och Makarios, biskop i Korinth.

## Författare & Översättningar
Texterna är skrivna under en lång tid och omfattar flera volymer, med verk av flera olika författare. Bland författarna kan några särskilt nämnas: Evagrius Pontikus, Johannes från Damaskus, Symeon den nye teologen, Gregorios Palamas med flera.  
Texterna gavs ut 1782 inte bara som en sammanställning av betydande texter, utan också då i översatt form till grekiska. Sedan dess har Filokalia översatts till många språk (bland annat till ryska, franska och finska) vilket lett till att den har lästs och läses av många. 
De fyra första volymerna av en engelsk översättning har hittills kommit ut. Författaren Bengt Pohjanen arbetar med en översättning av Filokalia till svenska. En första del har utkommit 2006 på förlaget Artos och innehåller en essä om Filokalia samt texter av eremiterna Evagrius och Jesaja, de tidigaste av de grekiska fäderna. Den andra delen kom ut 2013 och innehåller texter av helige Johannes Cassianus och helige Markus asketen. Filokalia III kom ut 2020 och innehåller en text av den helige Hesychios själv, som den hesykastiska traditionen tagit sitt namn från.

## Ändamål
Texterna är ursprungligen skrivna för att vägleda och instruera munkar i deras kontemplation. Den behandlar bland annat Jesusbönen, den oavlåtliga "hjärtats bön", och visar hur man övar den och uppnår att oavlåtligen bedja, i varje stund, under varje syssla och på varje plats. Filokalia anses inom ortodoxa kyrkan vara en helig bok och har påverkat och utformat stora delar av den ortodoxa läran. Filokalia är den enskilda text som anses haft störst inflytande på den ortodoxa kyrkan efter Bibeln.